# L'Accusée (série télévisée)
 (août 2022).
Si vous disposez d'ouvrages ou d'articles de référence ou si vous connaissez des sites web de qualité traitant du thème abordé ici, merci de compléter l'article en donnant les références utiles à sa vérifiabilité et en les liant à la section « Notes et références ».
L'Accusée est un feuilleton télévisé français en 20 épisodes de 13 minutes, diffusé à partir du 13 novembre 1974 sur la deuxième chaîne de l'ORTF et réalisé par Pierre Goutas sur un scénario de Claude Matalou, d'après le roman éponyme de Michel de Saint Pierre.

## Synopsis
Lors d'une violente dispute, Carole tire au revolver sur Laurent, son époux dont elle est séparée, bouleversant tragiquement sa vie.

## Distribution
- Anne Saint-Mor : Carole Mansigny
- Bruno Pradal : Maître Le Hucheur
- François Perrot : Laurent Mansigny
- Jean Topart : Maître Rennenski
- Jacques Debary: Maître Senard-Balivière
- Bernard Charlan : le juge Thirel
- Jean Sagols : René Damiens
- Claude d'Yd : Maître Hesbert
- Catherine Lafond : la soubrette
- Jean Vigny : le commissaire Manneville
- Armand Isnard : Honoré Ponthieux
- Suzanne Bory : la gardienne du greffe
- Danielle Duvivier : la gardienne-chef
- Moni Grégo : Rosie
- Annick Korrigan : la gardienne
- Marie-Laurence : la surveillante-chef
- Jean-Louis Allibert : M. Mansigny
- Germaine Delbat : Mme Mansigny
- Roger Saltel : Hannendorfer
- Stéphane Montuschi : Geoffroy
- Francine Olivier : Juliette
- Yves Barsacq : le juge des conciliations
- Marianne Borgo : Laetitia
- Isabelle Vaimant : Sophie
- Pierre Nègre : le président Saint-Galaix
- Jean Berger : l'avocat général
- Janine Souchon: la psychiatre
- Raymond Bernard : le cadre
- Louise Debrakel : Valérie Niel
- Nicole Huc : la voisine
- Marcel Roche : un voisin
- Marcel Zouiten : la femme du Monde
- Serge Dekramer : juré no 1
- Louis Granville : juré no 2
- Claude Marcan : juré no 3
- Dominique Sandrel : la femme juré
- Marcel Gassouk : l'oncle
- Marie-France Duhoux : la jeune femme
- Stéphane Montuschi : Geoffroy
- Diane Reydi : Dominique
- Yvon Sarray : l'huissier